# Madlib
Madlib, vlastním jménem Otis Jackson, Jr., (* 24. října 1973) je americký diskžokej, rapper a hudební producent. Jeho mladším bratrem je rapper a producent Oh No, otcem byl soulový zpěvák Otis Jackson a strýcem jazzový trumpetista Jon Faddis. Svou kariéru zahájil počátkem devadesátých let jako člen skupiny Lootpack. Její první album nazvané Soundpieces: Da Antidote vyšlo v roce 1999. Své první sólové album vydal pod pseudonymem Quasimoto v roce 2000. Později vydal několik dalších alb (pod jmény Quasimoto, Madlib a DJ Rels). Během své kariéry spolupracoval s mnoha hudebníky, mezi něž patří například Talib Kweli, Freddie Gibbs a J Dilla.